# Alpha-Effekt
Der Alpha-Effekt (α-Effekt) beschreibt die erhöhte Nucleophilie eines Moleküls durch die Präsenz eines nahestehenden freien Elektronenpaars. Das Molekül zeigt nicht notwendigerweise eine erhöhte Basizität, verglichen mit einem ähnlichen Molekül ohne den nahestehenden Elektronendonor. Der α-Effekt kann durch verschiedene theoretische Erklärungen begründet werden, wobei bisher jedoch nicht klar ist, welcher Ansatz den Effekt am besten erklärt.
Der Effekt wurde zuerst von Jencks und Carriuolo in einer Serie von Experimenten zur Kinetik der Reaktion des Esters p-Nitrophenylacetat mit einer Reihe von Nucleophilen beobachtet. Nucleophile, wie das Fluorid-Anion, Pyridin oder Ethylendiamin, reagierten wie erwartet entsprechend ihrer durch den pKa-Wert angegebene Basizität. Andere Ionen, wie z. B. Hydroxylamin, das Hypochlorit-Anion oder das Hydroperoxid-Anion, reagierten allerdings deutlich schneller als erwartet.
1962 benannten Edwards und Pearson diesen Effekt als „α-Effekt“. Sie schlugen vor, dass dieser Effekt durch eine Stabilisierung des Übergangszustands (ÜZ) verursacht werden könnte: Beim Eintreten in den ÜZ bewegt sich das freie Elektronenpaar vom Nucleus weg und verursacht so eine positive Partialladung, welche durch ein nahestehendes freies Elektronenpaar stabilisiert werden kann, wie es zum Beispiel in Carbokationen auftritt.
Der α-Effekt ist auch unvoraussagbar vom Lösungsmittel abhängig: Er kann stärker oder schwächer werden, oder sogar Maxima durchschreiten.